# Acraea satis
Acraea satis är en fjärilsart som beskrevs av Ward 1871. Acraea satis ingår i släktet Acraea och familjen praktfjärilar. Inga underarter finns listade i Catalogue of Life.